# Планковские единицы
Пла́нковские едини́цы — система единиц измерения, одна из естественных систем единиц. Предложена в 1901 году немецким физиком Максом Планком и названа в его честь.
Система планковских единиц не имеет широкого распространения, потому что величины большинства входящих в неё единиц неудобны для практического использования (очень велики или очень малы). Однако, как и другие естественные системы единиц, она с большим успехом применяется в теоретической физике, поскольку в ней уравнения существенно упрощаются, их запись освобождается от излишних коэффициентов.

## Основные единицы
Ныне под планковской системой понимается система единиц, в которой в качестве основных единиц выбраны следующие фундаментальные физические постоянные:
- {\displaystyle \hbar } — постоянная Дирака (постоянная Планка, делённая на {\displaystyle 2\pi });
- {\displaystyle c} — скорость света (электродинамическая постоянная);
- {\displaystyle G} — гравитационная постоянная;
- {\displaystyle k_{\text{B}}} — постоянная Больцмана.

При этом значение коэффициента пропорциональности в законе Кулона выбрано равным единице.
Обычно, говоря о планковской системе, указывают, что в этом случае выполняется {\displaystyle c=1,} {\displaystyle \hbar =1,} {\displaystyle k_{\text{B}}=1} и {\displaystyle G=1.} Однако в действительности такая форма записи не точна. Она отражает лишь то, что соответствующая постоянная выбрана в качестве меры. Следует иметь в виду, что в планковской системе размерности отнюдь не исчезают, скорее наоборот, они приобретают фундаментальный характер, поскольку составляются из фундаментальных постоянных.

## Производные единицы
Из основных планковских единиц выводятся все остальные (производные) единицы системы, часть из которых приведена ниже. Значения {\displaystyle c,\,G,\,\hbar ,\,\varepsilon _{0}} и {\displaystyle k_{\text{B}}} в единицах Международной системы единиц (СИ), использованные в расчётах, рекомендованы CODATA.
| Величина                                                | Формула | Значение (в единицах СИ)                              |
| ------------------------------------------------------- | --- | ----------------------------------------------------- |
| Планковская масса                                       | {\displaystyle m_{\text{P}}={\sqrt {\frac {\hbar c}{G}}}} | {\displaystyle 2{,}176434(24)\times 10^{-8}} кг       |
| Планковская длина                                       | {\displaystyle l_{\text{P}}={\frac {\hbar }{m_{\text{P}}c}}={\sqrt {\frac {\hbar G}{c^{3}}}}} | {\displaystyle 1{,}616255(18)\times 10^{-35}} м       |
| Планковское время                                       | {\displaystyle t_{\text{P}}={\frac {l_{\text{P}}}{c}}={\sqrt {\frac {\hbar G}{c^{5}}}}} | {\displaystyle 5{,}391247(60)\times 10^{-44}} с       |
| Планковское ускорение                                   | {\displaystyle a_{\text{P}}={\frac {l_{\text{P}}}{t_{\text{P}}^{2}}}={\frac {c}{t_{\text{P}}}}} | {\displaystyle 5{,}56073(62)\times 10^{51}} м/с2      |
| Планковская энергия                                     | {\displaystyle E_{\text{P}}=m_{\text{P}}c^{2}={\frac {\hbar }{t_{\text{P}}}}={\sqrt {\frac {\hbar c^{5}}{G}}}} | {\displaystyle 1{,}956080(22)\times 10^{9}} Дж        |
| Планковская температура                                 | {\displaystyle T_{\text{P}}={\frac {E_{\text{P}}}{k_{\text{B}}}}={\sqrt {\frac {\hbar c^{5}}{k_{\text{B}}^{2}G}}}} | {\displaystyle 1{,}416784(16)\times 10^{32}} К        |
| Планковский заряд                                       | {\displaystyle q_{\text{P}}={\sqrt {4\pi \varepsilon _{0}\hbar c}}={\sqrt {2ch\varepsilon _{0}}}={\frac {e}{\sqrt {\alpha }}}}, где {\displaystyle e} — элементарный электрический заряд, {\displaystyle \alpha } — постоянная тонкой структуры, {\displaystyle h} — постоянная Планка. Соответственно, постоянная тонкой структуры — это квадрат заряда электрона, выраженного в планковских зарядах. | {\displaystyle 1{,}87554603778(14)\times 10^{-18}} Кл |
| Планковский ток                                         | {\displaystyle I_{\text{P}}={\frac {q_{\text{P}}}{t_{\text{P}}}}={\sqrt {\frac {c^{6}4\pi \varepsilon _{0}}{G}}}=2c^{3}{\sqrt {\frac {\pi \varepsilon _{0}}{G}}}} | {\displaystyle 3{,}478872(39)\times 10^{25}} А        |
| Планковская сила                                        | {\displaystyle F_{\text{P}}={\frac {m_{\text{P}}c}{t_{\text{P}}}}={\frac {c^{4}}{G}}} | {\displaystyle 1{,}21027\times 10^{44}} Н             |
| Планковское давление                                    | {\displaystyle p_{\text{P}}={\frac {F_{\text{P}}}{l_{\text{P}}^{2}}}={\frac {c^{7}}{\hbar G^{2}}}} | {\displaystyle 4,63309\times 10^{113}} Па             |
| Планковская угловая частота                             | {\displaystyle \omega _{\text{P}}={\frac {1}{t_{\text{P}}}}={\sqrt {\frac {c^{5}}{\hbar G}}}} | {\displaystyle 1{,}85487\times 10^{43}} c−1           |
| Планковская мощность (или планковская светимость)       | {\displaystyle L_{\mathrm {P} }={\frac {m_{\text{P}}c^{2}}{t_{\text{P}}}}={\frac {c^{5}}{G}}} | {\displaystyle 3{,}62831\times 10^{52}} Вт            |
| Планковская площадь (или планковское сечение рассеяния) | {\displaystyle l_{\text{P}}^{2}={\frac {\hbar G}{c^{3}}}} | {\displaystyle 2{,}61228(4)\times 10^{-70}} м2        |
| Планковский импульс                                     | {\displaystyle p_{\text{P}}=m_{\text{P}}c={\frac {\hbar }{l_{\text{P}}}}={\sqrt {\frac {\hbar c^{3}}{G}}}} | {\displaystyle 6{,}52478(7)} кг·м/с                   |
| Планковская плотность                                   | {\displaystyle \rho _{\text{P}}={\frac {m_{\text{P}}}{l_{\text{P}}^{3}}}={\frac {c^{5}}{\hbar G^{2}}}} | {\displaystyle 5{,}1550\times 10^{96}} кг/м³          |

Погрешность (в скобках после величины) выражается в единицах последней значащей цифры. Для большинства планковских единиц основной вклад в погрешность вносит относительная погрешность измерения гравитационной постоянной G (δG ≈ 2,2 × 10−5), что значительно больше, чем относительная погрешность электрической постоянной ε0 (δε0 ≈ 1,5 × 10−10), в то время как относительные погрешности постоянной Планка h, постоянной Больцмана kB, элементарного заряда e и скорости света c равны нулю — эти величины выражаются через единицы СИ как точные значения (поскольку соответствующие единицы в существующей в настоящее время редакции СИ определены через них). Таким образом, если в формулу для планковской единицы входит G±s, её относительная погрешность примерно равна s·δG (например, для единиц, в определение которых входит G1/2 или G−1/2, относительная погрешность примерно равна δG/2 ≈ 10−5). Одной из немногих планковских единиц, не включающих в своё определение G, является планковский заряд, поэтому его точность определяется погрешностью δε0.

## История

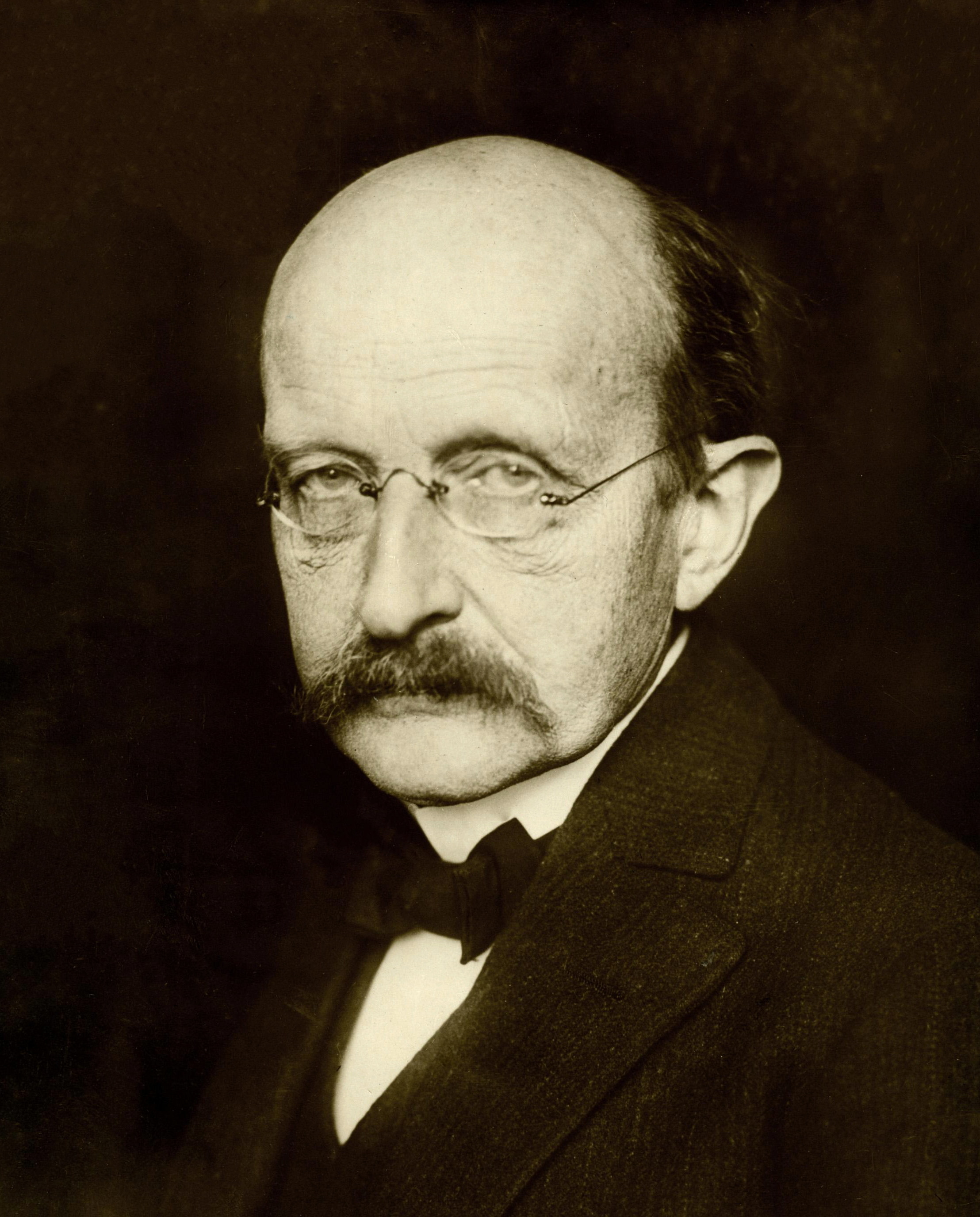
Макс Планк в 1933

Система планковских единиц впервые предложена в 1899 году Максом Планком на основе скорости света {\displaystyle c}, гравитационной постоянной {\displaystyle G} и двух ввёденных им новых постоянных теории теплового излучения {\displaystyle a} и {\displaystyle b} (они отличаются от современных постоянных {\displaystyle {\frac {h}{k_{B}}}} и {\displaystyle h} на безразмерные множители). Первоначально планковские единицы были введены в докладе, сделанном 18 мая 1899 года на заседании Академии наук в Берлине и посвящённом обзору теории явлений теплового излучения, рассматриваемых с точки зрения электромагнитной теории света, и значению второго начала термодинамики в ней.

Все до сих пор используемые системы единиц, в том числе так называемая абсолютная СГС-система, обязаны своим происхождением пока что случайному стечению обстоятельств, поскольку выбор единиц, лежащих в основе каждой системы, сделан не исходя из общей точки зрения, обязательно приемлемой для всех мест и времен, но исключительно исходя из потребностей нашей земной культуры… В связи с этим представляло бы интерес заметить, что, используя обе постоянные {\displaystyle a} и {\displaystyle b}… мы получаем возможность установить единицы длины, массы, времени и температуры, которые не зависели бы от выбора каких-либо тел или веществ и обязательно сохраняли бы своё значение для всех времен и для всех культур, в том числе и внеземных и нечеловеческих, и которые поэтому можно было бы ввести в качестве «естественных единиц измерений».
— 
В 1900 году Макс Планк предложил новый закон излучения (закон Планка), в котором фигурировали две новые постоянные {\displaystyle h} и {\displaystyle k_{B}.} В 1901 году Планком была предложена система на основе постоянных {\displaystyle c,} {\displaystyle G,} {\displaystyle h} и {\displaystyle k_{B}}.